# 江河 (詩人)
江河（1949年—），原名于友泽，北京人，中国现代诗人。1968年高中毕业。1970年开始结识白洋淀诗人，1971年开始诗歌创作，1978年底加入《今天》杂志，1980年开始发表诗作。
江河是朦胧诗的代表诗人之一。

## 主要作品
- 《从这里开始》
- 《太阳和他的反光》